# ガー・アルペロビッツ

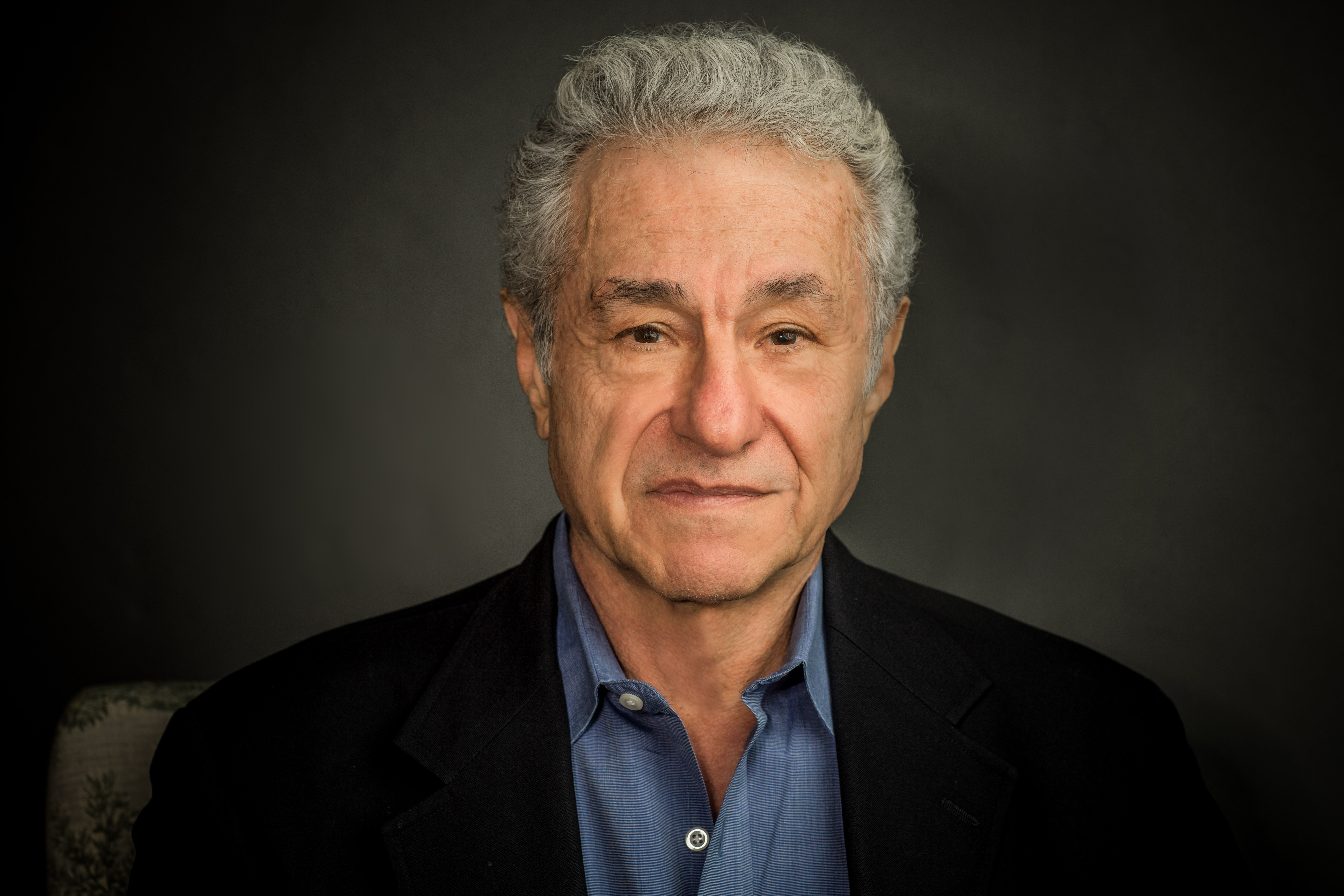
ガー・アルペロビッツ

ガー・アルペロビッツ（Gar Alperovitz, 1936年5月5日 - ）は、アメリカ合衆国の政治学者・歴史学者。専門は、政治経済学、また原子爆弾投下決定過程の研究でも知られる。
ウィスコンシン州生まれ。ウィスコンシン大学卒業後、カリフォルニア大学バークレー校で修士号、ケンブリッジ大学で博士号取得。現在、メリーランド大学カレッジパーク校教授。
著書Atomic Diplomacyにおいて、広島・長崎への原爆投下の決定において米国政府内で重視されたのは、戦争終結を早め、日本本土上陸の実施で生じうる米軍将兵の犠牲を回避できるという点ではなく、原爆の破壊力を実際に示し、将来的なライバルとなりうるソヴィエト連邦に政治的恫喝を加える点にあったとする「原爆外交」テーゼを提示した。
これはハーバート・ファイスなどの戦争終結要因を重視する正統派解釈に異を唱えるものであったことから、激しい学問的論争を生じることとなった。

## 著書

### 単著
- Atomic Diplomacy, Hiroshima and Potsdam: the Use of the Atomic Bomb and the American Confrontation with Soviet Power, (Vintage Books, 1965, Expanded and updated ed., 1985, 2nd expanded ed., 1994).
- Cold War Essays, (Anchor Books, 1970).
- The Decision to Use the Atomic Bomb and the Architecture of an American Myth, (HarperCollins, 1995).

鈴木俊彦・岩本正恵・米山裕子訳『原爆投下決断の内幕――悲劇のヒロシマ・ナガサキ（上・下）』（ほるぷ出版, 1995年）
- America beyond Capitalism: Reclaiming Our Wealth, Our Liberty, and Our Democracy, (John Wiley & Sons, 2004).

### 共著
- Strategy and Program: Two Essays toward a New American Socialism, with Staughton Lynd, (Beacon, 1973).
- Rebuilding America, with Jeff Faux, (Pantheon Books, 1984).
- Making a Place for Community: Local Democracy in a Global Era, with Thad Williamson and David Imbroscio, (Routledge, 2002).

### 共編著
- American Economic Policy: Problems and Prospects, co-edited with Roger Skurski, (University of Notre Dame Press, 1984).
- Witnessing and Evidence: Debates and Legacies of the Nuclear Age, co-edited with Leo III Maley and Uday Mohan, (Routledge, 2004).